# Jeff Monson
Jeffrey William Monson (Saint Paul, 18 gennaio 1971) è un atleta di arti marziali miste e grappler statunitense.
Combatte nella divisione dei pesi massimi.
È stato un contendente al titolo dei pesi massimi UFC nel 2006, è stato campione di categoria in diverse promozioni minori quali le britanniche Cage Warriors e Sprawl n Brawl, le statunitensi SportFight, XFC e ISKA e la svizzera Strength & Honor; ha combattuto anche in altre prestigiose federazioni come Pride, Strikeforce, Dream e M-1 Global.
Monson vanta una carriera di maggiori successi nel submission grappling, avendo vinto due medaglie d'oro (1999 e 2005), due argenti ed un bronzo nella prestigiosa competizione ADCC Submission Wrestling World Championship, nonché tre vittorie ai mondiali FILA Grappling e una ai mondiali di BJJ.
Vanta anche un record da pugile professionista di due vittorie ed un pareggio.
È noto nel mondo degli sport da combattimento anche per le sue preferenze sociali e politiche, vicine all'anarchismo, al comunismo e all'anticapitalismo.

## Carriera nel grappling
Monson è in assoluto uno dei grappler non brasiliani di maggior successo; con un background nella lotta a livello scolastico presso l'università statale dell'Oregon e l'università dell'Illinois, è stato un campione Pac-10 e successivamente si specializzò nel jiu jitsu brasiliano.
Monson stupì tutti nel 1999 quando prese parte alla seconda edizione del prestigioso torneo ADCC Submission Wrestling World Championship di submission grappling, andando a vincere la medaglia d'oro nella categoria fino ai 99 kg e superando i più quotati specialisti sudamericani: si impose ai punti in tutti e quattro gli incontri, battendo nell'ordine Fabiano Capone, Roberto Traven, Rigan Machado ed in finale il favorito Saulo Ribeiro.
Nell'edizione del 2000 vinse la medaglia d'argento sempre nella categoria fino ai 99 kg superando Eugenio Fuentes Estrada, Rodrigo Medeiros e Matt Hughes, e perdendo la finale contro il fuoriclasse Ricardo Arona; prese parte anche al torneo Absolute ma venne sconfitto subito dal più leggero Vitor Ribeiro, il quale lottava nella divisione fino ai 77 kg.
Nel 2001 passò nella categoria sopra i 99 kg ed ottenne un'altra medaglia d'argento, battendo Alejandro Aspas, Tom Erickson e Sean Alvarez e perdendo la finale contro il sudafricano Mark Robinson.
Nel 2003 in Brasile, la prima edizione dell'ADCC lontano da Abu Dhabi, Monson non ottenne buoni risultati venendo eliminato nei quarti di finale del torneo +99 kg da Marcio Cruz e nel primo turno del torneo Absolute da Saulo Ribeiro.
Il riscatto avvenne nell'edizione del 2005 negli Stati Uniti, quando vinse la sua seconda medaglia d'oro in carriera lottando nella categoria +99 kg: nell'occasione si impose su Karim Byron, Rhadi Ferguson, Fabrício Werdum e Gabriel Gonzaga.
Tornò a partecipare ai tornei ADCC Submission Wrestling World Championship nel 2009 in Spagna, dove nella categoria sopra i 99 kg superò il polacco Karol Bedorf ed il finlandese Janne-Pekka Pietiläinen, per poi essere sconfitto in semifinale da Roberto Abreu ed ottenere la medaglia di bronzo battendo Saulo Ribeiro; nella categoria Absolute invece finì sottomesso al primo turno dal prodigioso islandese Gunnar Nelson, il quale quell'anno prese parte al torneo fino agli 88 kg.
Nel 2011 a Nottingham nel torneo sopra i 99 kg superò il polacco Mateusz Juskowiak ma si arrese nei quarti contro Fabrício Werdum per sottomissione; nella Absolute venne eliminato al primo turno da Xande Ribeiro.
È stato anche campione del mondo di grappling FILA nella categoria Senior No-Gi nel 2007, 2008 e 2012, campione del mondo di BJJ per le cinture nere No-Gi nel 2007 e campione panamericano di BJJ per le cinture blu nel 2001.

## Carriera nelle arti marziali miste

### Inizi
La carriera nelle MMA di Monson inizia nel 1997 con alcuni incontri in promozioni minori degli Stati Uniti, dove in meno di tre anni registra un record di 5 vittorie e due sconfitte e si mette in luce con la vittoria sull'ex UFC Bob Gilstrap.

### Ultimate Fighting Championship
Nel settembre del 2000 esordisce nella prestigiosa UFC con una vittoria ai punti su Tim Lajcik.
Seguono però due sconfitte contro i futuri campioni Chuck Liddell (incontro di pesi mediomassimi) e Ricco Rodriguez, in seguito ai quali l'UFC prese la decisione di allontanare il nativo del Minnesota.

### 2003-2005
Successivamente Monson viene sconfitto ai punti da un altro futuro campione UFC, ovvero Forrest Griffin.
Tra il 2003 ed il 2004 Monson infila una serie di sei vittorie consecutive culminata con la vittoria del titolo dei pesi massimi nella promozione britannica Cage Warriors, vittoria ottenuta contro il campione Tengiz Tedoradze; l'anno seguente difenderà il titolo nel rematch contro Tedoradze e nella sfida contro il francese Marc Emmanuel.
In quel periodo vinse anche le cinture dei pesi massimi nelle promozioni statunitensi SportFight e XFC.

### Ritorno in UFC
Con un record personale di 20-5 Monson fa il suo ritorno in UFC nel 2006.
Nel primo incontro si impose sull'ex lottatore della RINGS Branden Lee Hinkle per sottomissione grazie alla sua caratteristica tecnica di strangolamento "north-south choke".
Lo stesso anno superò anche l'eterno rivale nelle competizioni di grappling Márcio Cruz con una risicata vittoria ai punti e sconfisse l'australiano Anthony Perosh per KO tecnico nel primo round, ottenendo la possibilità di lottare per il titolo dei pesi massimi UFC.
La sfida contro il campione in carica Tim Sylvia avvenne nel novembre 2006 con l'evento UFC 65: Bad Intentions: Monson non riuscì a penetrare la buona kickboxing di Sylvia e venne meritatamente sconfitto ai punti con i punteggi 50–45, 49–46 e 49–46.
In seguito Monson annullò di proposito il proprio contratto con l'UFC per poter sfidare il leggendario fuoriclasse Fedor Emelianenko, al tempo considerato il peso massimo più forte del mondo, in un match organizzato dalla promozione bodogFight: quest'ultima non riuscì ad organizzare il match.

### Dal 2007

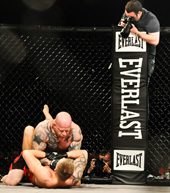
Jeff Monson contro Sergej Maslobojev durante l'evento Cage Wars 11: Decade

Nel 2007 Monson ebbe modo di prendere parte all'ultimo evento organizzato dalla storica promozione giapponese Pride prima che questa venisse assorbita dalla Zuffa e dismessa: qui sconfisse il pro-wrestler Kazuyuki Fujita per sottomissione.
Successivamente lottò per il titolo dei pesi massimi UAFC contro il tre volte contendente al titolo dei pesi massimi UFC Pedro Rizzo, venendo sconfitto per KO tecnico.
Nel 2008 lotta ancora in Giappone per la World Victory Road Sengoku contro l'ex campione UFC e Pancrase Josh Barnett, perdendo ai punti.
Il biennio 2008-2009 è eccezionale per Monson che infila una serie di sette vittorie consecutive contro lottatori di rilievo come gli ex campioni UFC Mark Kerr e Ricco Rodriguez, l'ex campione KOTC Jimmy Ambriz, il futuro protagonista dell'UFC Roy Nelson, il campione di kickboxing Sergej Maslobojev e l'ex stella della Pride Sergei Kharitonov (in un evento Dream); la serie venne interrotta da un'ulteriore sconfitta patita contro Pedro Rizzo.
In quegli anni Monson combatté incontri in tutto il mondo, lottando in Messico, Giappone, Regno Unito, Filippine, Brasile, Francia, Emirati Arabi Uniti, Australia, Israele e Canada, ottenendo alcune buone vittorie su Jason Guida e Travis Fulton.
Nel 2011 vinse il titolo dei pesi massimi ISKA e il titolo della promozione svizzera Strength and Honor che difese poi nel 2013.
Prese parte anche ad un incontro per la Strikeforce valido per un eventuale ripescaggio nel torneo dei pesi massimi Strikeforce 2011 Heavyweight Grand Prix: Monson venne sconfitto ai punti da Daniel Cormier che successivamente andrà a vincere il torneo e a imporsi come uno dei pesi massimi più forti del mondo.
Sempre nel 2011 arriva la sfida contro Fedor Emelianenko, sfida tenutasi a Mosca per la promozione M-1 Global: Monson venne sconfitto ai punti.
Nel 2012 infila una serie di sei vittorie ed un pareggio imponendosi anche su nomi illustri come Alexander Emelianenko, ma l'anno successivo torna alla sconfitta contro sei avversari, tra questi l'ex campione olimpico di judo Satoshi Ishii.
Nel 2014 avrebbe dovuto affrontare, tra i tanti, il britannico Neil Wain in un incontro valido per il titolo dei pesi massimi Cage Contender, ma il match saltò, così come saltò l'eventuale rematch con Alexander Emelianenko per la promozione Coliseum FC.
Tornò alla vittoria in agosto in un evento tenutosi negli Stati Uniti, mentre in dicembre avrebbe dovuto tornare al grappling nel main event dell'organizzazione belga Fightor opposto a Dean Lister, ma l'evento venne annullato.

## Risultati nelle arti marziali miste
| Risultato | Record  | Avversario            | Metodo                            | Evento                                                    | Data              | Round | Tempo | Città                        | Note                                                   |
| --------- | ------- | --------------------- | --------------------------------- | --------------------------------------------------------- | ----------------- | ----- | ----- | ---------------------------- | ------------------------------------------------------ |
| Vittoria  | 56-20-1 | Alexander Stolyarov   | Sottomissione (north-south choke) | OFS 3: Time of Champions                                  | 28 febbraio 2015  | 1     | -     | Jaroslavl', Russia           |                                                        |
| Vittoria  | 55-20-1 | Vladimir Nepochatov   | Sottomissione (north-south choke) | Oplot Challenge 108                                       | 21 febbraio 2015  | 1     | 2:40  | Mosca, Russia                |                                                        |
| Vittoria  | 54-20-1 | Ilya Sheglov          | Sottomissione (north-south choke) | Altay Republik MMA League: Great Fight at the Great Altay | 28 novembre 2014  | 2     | 2:45  | Barnaul, Russia              |                                                        |
| Vittoria  | 53-20-1 | Eugene Bykov          | Sottomissione (rear naked choke)  | Gladiator                                                 | 22 novembre 2014  | 1     | -     | Troick, Russia               |                                                        |
| Vittoria  | 52-20-1 | Mikhail Shein         | Sottomissione (rear naked choke)  | Fight Star: The Battle of the Sura 2                      | 21 settembre 2014 | 2     | 4:05  | Penza, Russia                |                                                        |
| Sconfitta | 51-20-1 | Dmitry Titkov         | KO Tecnico (ferita)               | Fight Star: Saransk vs. Penza                             | 5 settembre 2014  | 3     | -     | Saransk, Russia              |                                                        |
| Vittoria  | 51-19-1 | Kevin Brooks          | Sottomissione (north-south choke) | Fight Time 20                                             | 29 agosto 2014    | 1     | 1:08  | Fort Lauderdale, Stati Uniti |                                                        |
| Sconfitta | 50-19-1 | Chaban Ka             | KO Tecnico (pugni)                | M-1 Challenge 47: Monson vs. Ka                           | 4 aprile 2014     | 1     | 1:31  | Orenburg, Russia             |                                                        |
| Sconfitta | 50-18-1 | Shakhmaral Dzhepisov  | KO (pugni)                        | IADF: Friendship                                          | 22 marzo 2014     | 3     | 3:38  | Almaty, Kazakistan           |                                                        |
| Sconfitta | 50-17-1 | Mike Hayes            | KO Tecnico (pugni)                | CWC 9                                                     | 2 novembre 2013   | 3     | 3:11  | Kent, Stati Uniti            |                                                        |
| Sconfitta | 50-16-1 | Satoshi Ishii         | Decisione (unanime)               | M-1 Challenge 42: Ishii vs. Monson                        | 20 ottobre 2013   | 3     | 5:00  | San Pietroburgo, Russia      |                                                        |
| Vittoria  | 50-15-1 | Denis Komkin          | Decisione (non unanime)           | Coliseum FC: New History                                  | 16 settembre 2013 | 3     | 5:00  | San Pietroburgo, Russia      |                                                        |
| Sconfitta | 49-15-1 | Alexey Oleinik        | Sottomissione (rear naked choke)  | Oplot Challenge 67                                        | 20 giugno 2013    | 2     | 3:28  | Charkiv, Ucraina             |                                                        |
| Sconfitta | 49-14-1 | Magomed Malikov       | KO Tecnico (stop medico)          | M-1 Challenge 40                                          | 8 giugno 2013     | 2     | 2:58  | Džejrach, Russia             | Torneo M-1 Heavyweight Grand Prix, Quarti di finale    |
| Vittoria  | 49-13-1 | Dražen Forgač         | KO Tecnico (gamba rotta)          | SHC 7: Joannes vs. Rodriguez                              | 9 marzo 2013      | 2     | 0:58  | Ginevra, Svizzera            | Difende il titolo dei Pesi Massimi SHC                 |
| Vittoria  | 48-13-1 | Dong Gook Kang        | Decisione (unanime)               | Road FC 10: Monson vs. Kang                               | 24 novembre 2012  | 3     | 5:00  | Pusan, Corea del Sud         |                                                        |
| Vittoria  | 47-13-1 | Alexander Emelianenko | Sottomissione (north-south choke) | M-1 Challenge 35: Emelianenko vs. Monson                  | 15 novembre 2012  | 2     | 3:17  | San Pietroburgo, Russia      |                                                        |
| Vittoria  | 46-13-1 | Denis Komkin          | Sottomissione (north-south choke) | M-1 Global: Fedor vs. Rizzo                               | 21 giugno 2012    | 1     | 1:58  | San Pietroburgo, Russia      |                                                        |
| Vittoria  | 45-13-1 | Jim York              | Decisione (unanime)               | Cage Fighting Championships 21                            | 18 maggio 2012    | 3     | 5:00  | Sydney, Australia            |                                                        |
| Parità    | 44-13-1 | Chaban Ka             | Parità                            | 100% Fight 11: Explosion                                  | 11 maggio 2012    | 3     | 5:00  | Parigi, Francia              |                                                        |
| Vittoria  | 44-13   | Alexey Oleinik        | Decisione (non unanime)           | M-1 Challenge 31: Monson vs. Oleinik                      | 16 marzo 2012     | 3     | 5:00  | San Pietroburgo, Russia      |                                                        |
| Sconfitta | 43-13   | Fedor Emelianenko     | Decisione (unanime)               | M-1 Global: Fedor vs. Monson                              | 20 novembre 2011  | 3     | 5:00  | Mosca, Russia                |                                                        |
| Vittoria  | 43–12   | Paul Taylor           | Sottomissione (rear naked choke)  | Sprawl n Brawl 8: Return of the Cyborg                    | 9 ottobre 2011    | 1     | 4:20  | Birmingham, Regno Unito      | Vince il titolo Intercontinentale dei Pesi Massimi SNB |
| Sconfitta | 42-12   | Daniel Cormier        | Decisione (unanime)               | Strikeforce: Overeem vs. Werdum                           | 18 giugno 2011    | 3     | 5:00  | Dallas, Stati Uniti          | Strikeforce Heavyweight Grand Prix, Ripescaggio        |
| Vittoria  | 42–11   | Maro Perak            | Decisione (unanime)               | SHC 4: Monson vs. Perak                                   | 30 aprile 2011    | 3     | 5:00  | Ginevra, Svizzera            | Vince il titolo dei Pesi Massimi SHC                   |
| Vittoria  | 41–11   | Tony Lopez            | Decisione (unanime)               | Fight Time 4: MMA Heavyweight Explosion                   | 1º aprile 2011    | 5     | 5:00  | Fort Lauderdale, Stati Uniti | Vince il titolo dei Pesi Massimi ISKA                  |
| Vittoria  | 40–11   | Lee Mein              | Sottomissione (ghigliottina)      | CFM 1: Monson vs. Mein                                    | 7 gennaio 2011    | 1     | 3:31  | Winnipeg, Canada             |                                                        |
| Vittoria  | 39–11   | Sergey Shemetov       | Sottomissione (keylock)           | Israel FC: Genesis                                        | 9 novembre 2010   | 1     | 4:09  | Tel Aviv, Israele            |                                                        |
| Vittoria  | 38–11   | Travis Fulton         | Sottomissione (kimura)            | FTP: Fight Time 2                                         | 23 ottobre 2010   | 1     | 4:40  | Pompano Beach, Stati Uniti   |                                                        |
| Vittoria  | 37–11   | Dave Keeley           | Sottomissione (north-south choke) | KUMMA 5: Kings of the North                               | 4 settembre 2010  | 1     | 1:41  | Bolton, Regno Unito          |                                                        |
| Vittoria  | 36–11   | Jason Guida           | Sottomissione (rear naked choke)  | FTP: Fight Time 1                                         | 21 agosto 2010    | 2     | 3:04  | Pompano Beach, Stati Uniti   |                                                        |
| Vittoria  | 35–11   | Ubiratan Marinho Lima | Decisione (unanime)               | Impact FC 1 - The Uprising: Brisbane                      | 10 luglio 2010    | 3     | 5:00  | Brisbane, Australia          |                                                        |
| Sconfitta | 34–11   | Shamil Abdurahimov    | Decisione (maggioranza)           | ADFC: Battle of the Champions                             | 14 maggio 2010    | 3     | 5:00  | Abu Dhabi, EAU               |                                                        |
| Sconfitta | 34–10   | Travis Wiuff          | Decisione (non unanime)           | CFX/XKL: Mayhem in Minneapolis                            | 24 aprile 2010    | 3     | 5:00  | Minneapolis, Stati Uniti     |                                                        |
| Vittoria  | 34–9    | Francisco Nonato      | Sottomissione (ghigliottina)      | 100% Fight 2                                              | 13 marzo 2010     | 1     | 2:27  | Parigi, Francia              |                                                        |
| Vittoria  | 33–9    | John Brown            | Decisione (non unanime)           | 5150 Combat League/XFL: New Year's Revolution             | 16 gennaio 2010   | 3     | 5:00  | Tulsa, Stati Uniti           |                                                        |
| Sconfitta | 32–9    | Pedro Rizzo           | Decisione (unanime)               | Bitetti Combat 4                                          | 12 settembre 2009 | 3     | 5:00  | Rio de Janeiro, Brasile      |                                                        |
| Vittoria  | 32–8    | Jimmy Ambriz          | Sottomissione (rear naked choke)  | TC 33: Bad Intentions                                     | 11 luglio 2009    | 1     | 1:09  | Città del Messico, Messico   |                                                        |
| Vittoria  | 31–8    | Sergei Kharitonov     | Sottomissione (north-south choke) | Dream 8: Welter Weight Grand Prix 2009 First Round        | 5 aprile 2009     | 1     | 1:42  | Nagoya, Giappone             | Debutto in Dream                                       |
| Vittoria  | 30–8    | Sergej Maslobojev     | Sottomissione (north-south choke) | CW 11: Decade                                             | 29 marzo 2009     | 2     | 2:30  | Belfast, Regno Unito         |                                                        |
| Vittoria  | 29–8    | Roy Nelson            | Decisione (unanime)               | SRP: March Badness                                        | 21 marzo 2009     | 3     | 5:00  | Pensacola, Stati Uniti       |                                                        |
| Vittoria  | 28–8    | Ricco Rodriguez       | Decisione (unanime)               | MFA: There Will Be Blood                                  | 13 dicembre 2008  | 3     | 5:00  | Miami, Stati Uniti           |                                                        |
| Vittoria  | 27–8    | Jimmy Ambriz          | Sottomissione (north-south choke) | Beatdown at 4 Bears 3                                     | 11 ottobre 2008   | 1     | 1:50  | New Town, Stati Uniti        |                                                        |
| Vittoria  | 26–8    | Mark Kerr             | Sottomissione (rear naked choke)  | Vengeance Fighting Championship 1                         | 27 settembre 2008 | 1     | 3:15  | Concord, Stati Uniti         |                                                        |
| Sconfitta | 25–8    | Josh Barnett          | Decisione (unanime)               | World Victory Road Presents: Sengoku 2                    | 18 maggio 2008    | 3     | 5:00  | Tokyo, Giappone              |                                                        |
| Vittoria  | 25–7    | Hakim Gouram          | Decisione (unanime)               | PFP: Ring of Fire                                         | 9 dicembre 2007   | 3     | 5:00  | Quezon, Filippine            |                                                        |
| Sconfitta | 24–7    | Pedro Rizzo           | KO Tecnico (pugni)                | Art of War 3                                              | 1º settembre 2007 | 3     | 2:40  | Dallas, Stati Uniti          |                                                        |
| Vittoria  | 24–6    | Kazuyuki Fujita       | Sottomissione (rear naked choke)  | Pride 34: Kamikaze                                        | 8 aprile 2007     | 1     | 6:37  | Saitama, Giappone            | Debutto in Pride                                       |
| Sconfitta | 23–6    | Tim Sylvia            | Decisione (unanime)               | UFC 65: Bad Intentions                                    | 18 novembre 2006  | 5     | 5:00  | Sacramento, Stati Uniti      | Per il titolo dei Pesi Massimi UFC                     |
| Vittoria  | 23–5    | Anthony Perosh        | KO Tecnico (pugni)                | UFC 61: Bitter Rivals                                     | 8 luglio 2006     | 1     | 2:43  | Las Vegas, Stati Uniti       |                                                        |
| Vittoria  | 22–5    | Márcio Cruz           | Decisione (non unanime)           | UFC 59: Reality Check                                     | 15 aprile 2006    | 3     | 5:00  | Anaheim, Stati Uniti         |                                                        |
| Vittoria  | 21–5    | Branden Lee Hinkle    | Sottomissione (north-south choke) | UFC 57: Liddell vs. Couture 3                             | 4 febbraio 2006   | 1     | 4:35  | Las Vegas, Stati Uniti       |                                                        |
| Vittoria  | 20–5    | Marc Emmanuel         | Sottomissione (rear naked choke)  | CWFC: Strike Force 4                                      | 26 novembre 2005  | 1     | 0:58  | Coventry, Regno Unito        | Difende il titolo dei Pesi Massimi Cage Warriors       |
| Vittoria  | 19–5    | Devin Cole            | Decisione (unanime)               | XFC: Dome of Destruction 3                                | 15 ottobre 2005   | 3     | 5:00  | Tacoma, Stati Uniti          | Vince il titolo dei Pesi Massimi XFC                   |
| Vittoria  | 18–5    | Jay White             | Sottomissione (rear naked choke)  | SF 12: Breakout                                           | 16 settembre 2005 | 1     | 1:21  | Portland, Stati Uniti        | Vince il titolo dei Pesi Massimi SportFight            |
| Vittoria  | 17–5    | Rich Wilson           | Sottomissione (armbar)            | Extreme Wars: X-1                                         | 2 luglio 2005     | 1     | 1:56  | Honolulu, Stati Uniti        |                                                        |
| Vittoria  | 16–5    | Tengiz Tedoradze      | Sottomissione (rear naked choke)  | CWFC: Ultimate Force                                      | 30 aprile 2005    | 1     | 1:59  | Sheffield, Regno Unito       | Difende il titolo dei Pesi Massimi Cage Warriors       |
| Vittoria  | 15–5    | Jay White             | Sottomissione (infortunio)        | Euphoria: USA vs. the World                               | 26 febbraio 2005  | 1     | 4:07  | Atlantic City, Stati Uniti   |                                                        |
| Vittoria  | 14–5    | Brian Stromberg       | Sottomissione (rear naked choke)  | SF 8: Justice                                             | 7 gennaio 2005    | 1     | -     | Gresham, Stati Uniti         |                                                        |
| Vittoria  | 13–5    | Tengiz Tedoradze      | Sottomissione (rear naked choke)  | CWFC 9: Xtreme Xmas                                       | 18 dicembre 2004  | 1     | 3:51  | Sheffield, Regno Unito       | Vince il titolo dei Pesi Massimi Cage Warriors         |
| Vittoria  | 12–5    | Pat Stano             | KO Tecnico (ginocchiata)          | Euphoria: Road to the Titles                              | 15 ottobre 2004   | 2     | 3:11  | Atlantic City, Stati Uniti   |                                                        |
| Vittoria  | 11–5    | Carlos Clayton        | Decisione                         | AFC: Brazil 1                                             | 28 agosto 2004    | 3     | 5:00  | Rio de Janeiro, Brasile      |                                                        |
| Vittoria  | 10–5    | Don Richards          | Sottomissione (north-south choke) | IHC 7: The Crucible                                       | 5 giugno 2004     | 2     | 2:25  | Hammond, Stati Uniti         |                                                        |
| Vittoria  | 9–5     | Joe Nye               | Sottomissione (rear naked choke)  | Mass Destruction 12                                       | 16 agosto 2003    | 1     | 3:02  | Taunton, Stati Uniti         |                                                        |
| Vittoria  | 8–5     | Mike Delaney          | Sottomissione (strangolamento)    | Absolute Fighting Championships 4                         | 19 luglio 2003    | 1     | 4:27  | Fort Lauderdale, Stati Uniti |                                                        |
| Sconfitta | 7–5     | Forrest Griffin       | Decisione (unanime)               | WEFC 1: Bring it On                                       | 29 giugno 2002    | 4     | 4:20  | Marietta, Stati Uniti        |                                                        |
| Sconfitta | 7–4     | Ricco Rodriguez       | KO Tecnico (pugni)                | UFC 35: Throwdown                                         | 11 gennaio 2002   | 3     | 3:00  | Uncasville, Stati Uniti      |                                                        |
| Vittoria  | 7–3     | Roman Roytberg        | Sottomissione (north-south choke) | AMC: Revenge of the Warriors                              | 21 luglio 2001    | 1     | -     | Rochester, Stati Uniti       |                                                        |
| Sconfitta | 6–3     | Chuck Liddell         | Decisione (unanime)               | UFC 29: Defense of the Belts                              | 16 dicembre 2000  | 3     | 5:00  | Tokyo, Giappone              |                                                        |
| Vittoria  | 6–2     | Tim Lajcik            | Decisione (unanime)               | UFC 27: Ultimate Bad Boyz                                 | 22 settembre 2000 | 2     | 5:00  | New Orleans, Stati Uniti     | Debutto in UFC                                         |
| Vittoria  | 5–2     | Bob Gilstrap          | Decisione (unanime)               | AMC: Return of the Gladiators 1                           | 29 luglio 2000    | 3     | 5:00  | Rochester, Stati Uniti       |                                                        |
| Sconfitta | 4–2     | David Dodd            | Sottomissione (armbar)            | Extreme Challenge 23                                      | 2 aprile 1999     | 1     | 0:46  | Indianapolis, Stati Uniti    |                                                        |
| Vittoria  | 4–1     | Roger Neff            | Decisione                         | Ultimate Ring Challenge 1                                 | 1º marzo 1999     | 3     | 5:00  | Wenatchee, Stati Uniti       |                                                        |
| Sconfitta | 3–1     | Tom Sauer             | Sottomissione (rear naked choke)  | Extreme Challenge 20                                      | 22 agosto 1998    | 1     | 3:47  | Davenport, Stati Uniti       |                                                        |
| Vittoria  | 3–0     | John Renfroe          | Sottomissione (pugni)             | Ultimate Warrior Challenge                                | 2 agosto 1998     | 1     | 2:45  | Vancouver, Canada            |                                                        |
| Vittoria  | 2–0     | Cy Cross              | Sottomissione (strangolamento)    | UFCF: Night of Champions                                  | 14 marzo 1998     | 1     | 3:47  | Lynnwood, Stati Uniti        |                                                        |
| Vittoria  | 1–0     | Luther Norberg        | Decisione (unanime)               | UFCF: Gladiators                                          | 21 novembre 1997  | 1     | -     | Stati Uniti                  |                                                        |